# Batalla del Ancre
La batalla de Ancre fue el acto final de la batalla del Somme de 1916, en la Primera Guerra Mundial. Se produjo el 13 de noviembre de 1916 entre el Quinto ejército británico del teniente general Hubert Gough y el primer Ejército alemán. El objetivo de la batalla fue más político que militar, Gough, quería conseguir una pequeña victoria antes del invierno para presumir ante los mandos franceses, con quienes se iba a reunir de nuevo en Chantilly el 15 de noviembre.
La batalla se desarrolló en las orillas del río Ancre, pequeño tributario del Somme, acabado este encuentro terminó la batalla del Somme.